# Karin Sundblad
Karin Maria Sundblad, född 7 maj 1916 i Hagfors, död där 7 augusti 1975, var en svensk målare.
Hon var dotter till lokföraren Gustav Edvard Andersson och Maria Emilia Eklund och från 1940 gift med folkskolläraren Sven Augustin Sundblad. Sundblad arbetade som kontorist 1935–1948 och studerade under fritid konst för Arvid Herbert i Kungälv under två års tid, därefter deltog hon i fyra sommarkurser för Arne Isacsson vid Gerlesborgsskolan i Bohuslän samt ett år vid Slöjdföreningens skola i Göteborg samt under självstudier på resor till Frankrike, Spanien och Grekland. Separat ställde hon ut i Hagfors, Karlstad och Torsby och hon medverkade i samlingsutställningar arrangerade av Värmlands konstförening och Norra Värmlands konstförening. Hennes konst består av små blomsterstilleben och landskapsbilder. Sundblad´är representerad i Hagfors kommun.